# Mont (Pyrénées-Atlantiques)
Mont ist eine französische Gemeinde mit 1.136 Einwohnern (Stand 1. Januar 2022) im Département Pyrénées-Atlantiques in der Region Nouvelle-Aquitaine (vor 2016: Aquitanien). Die Gemeinde gehört zum Arrondissement Pau und zum Kanton Artix et Pays de Soubestre (bis 2015: Kanton Lagor).

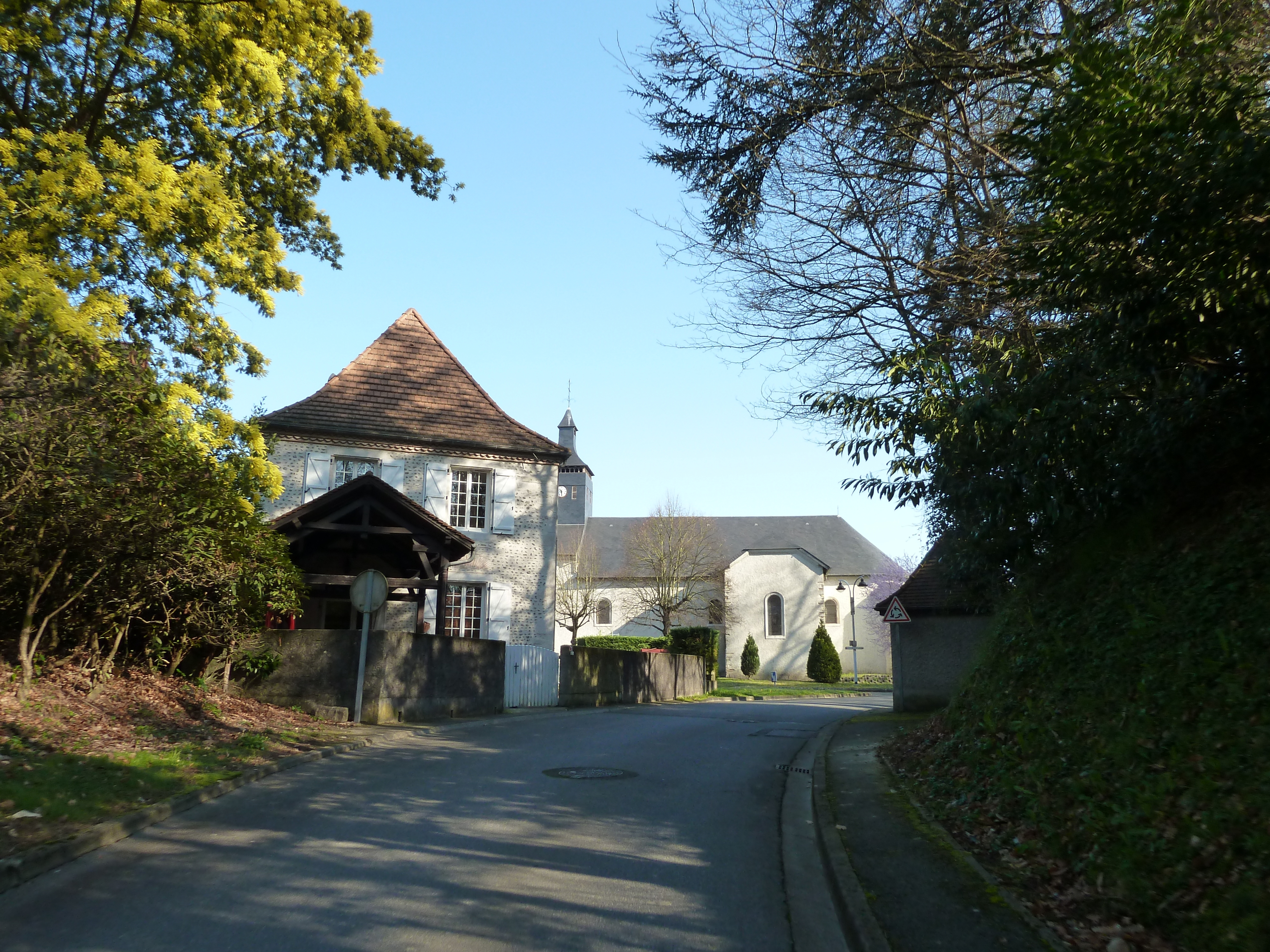
Straße in Mont

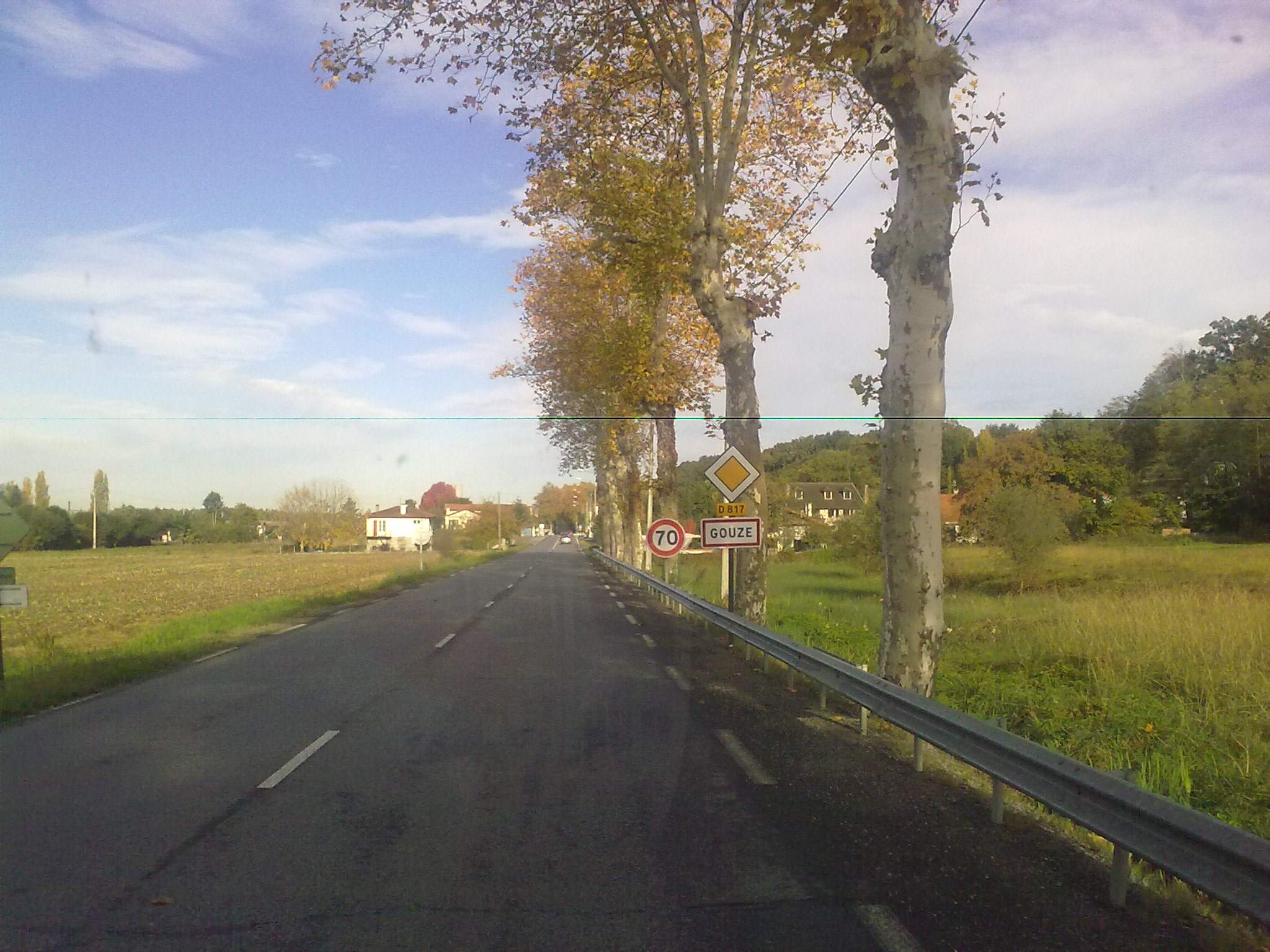
Ortseingang von Gouze

## Geographie
Mont liegt ca. 35 km nordwestlich von Pau in der historischen Provinz Béarn am nördlichen Rand des Départements.
Umgeben wird Mont von den Nachbargemeinden:
|         | Argagnon                                    | Arthez-de-Béarn |
| Maslacq | Kompassrose, die auf Nachbargemeinden zeigt | Lacq            |
|         | Lagor                                       | Abidos          |

Mont liegt im Einzugsgebiet des Flusses Adour.
Der Gave de Pau durchquert das Gebiet der Gemeinde zusammen mit seinen Nebenflüssen,
- dem Geü und
- der Geüle und ihrem Zufluss,
  - dem Ruisseau l’Henx.[1]

## Geschichte
Mit Wirkung vom 1. Januar 1972 haben sich die Gemeinden Arance, Gouze, Lendresse und Mont zur neuen Gemeinde Mont zusammengeschlossen. Der Hauptsitz der neuen Gemeinde ist Mont, die anderen Gemeinden erhielten jedoch den Status von Communes associées und behalten somit gewisse Kompetenzen und u. a. ihren Namen.
Bei der Volkszählung im Jahre 1385 wurden in Mont 33 Haushalte gezählt, in Arance 27, in Gouze 20 und in Lendresse 16. Alle Dörfer gehörten zur Bailliage von Pau.

### Mont
Ein frühgeschichtliches Lager, zahlreiche Hügelgräber und Artefakte aus der gallorömischen Zeit sind Zeugen einer frühen Besiedelung an der antiken Salzstraße, die das Gemeindegebiet durchquerte. Der Name der Siedlung Mont wurde erstmals 1056 im Kopialbuch des Klosters Sauvelade erwähnt, eine weitere Nennung erfolgte im Jahre 1088. Im 18. Jahrhundert erlangte Mont eine gewisse Bedeutung mit dem Sitz eines Erzpriestertums, das 23 Pfarrgemeinden umfasste.
Toponyme und Erwähnungen von Mont waren:
- Villa de Mont und Mon (1235 bzw. 1538, Manuskriptsammlung des 16. bis 18. Jahrhunderts) und
- Mont (1750, 1793 und 1801, Karte von Cassini, Notice Communale bzw. Bulletin des lois).[4][6][7]

### Arance
Eine erstmalige Erwähnung von Arance erfolgte 1343 durch Notare von Pardies. Seit 1385 gab es eine Fähre über den Gave bei Arance. Die Bewohner hatten das Privileg, ihr Vieh auf den brachliegenden Feldern des Grundherrn zu weiden. Die Gasindustrie auf dem Erdgasfeld von Lacq nahm 1949 ihren Anfang mit der ersten Bohrung durch die Société nationale des pétroles d’Aquitaine (SNPA), einer Vorgängergesellschaft des späteren Unternehmens Elf Aquitaine. 1951 wurde in größerer Tiefe gebohrt und die ersten Gasförderstellen wurden eingerichtet, im April 1957 wurde die systematische Förderung aufgenommen.
Toponyme und Erwähnungen von Arance waren:
- Aransse (1383, Verträge von Luntz, Notar des Béarn, Blatt 65),
- Aransia (1451, Notare aus Lucq),
- Aransa (1538, Manuskriptsammlung des 16. bis 18. Jahrhunderts),
- Arance (1750, Karte von Cassini),
- Arence (1793, Notice Communale) und
- Arance (1801, Bulletin des lois).[4][6][9]

### Gouze
Die Aufzeichnungen überliefern das Recht des Grundherrn von Gouze, ein Schiff zur Überquerung des Gave und eine Wassermühle zu besitzen.
Toponyme und Erwähnungen von Gouze waren:
- Goza (1270, Urkunden des Archidiakonats von Ossau),
- Goze (1286, Urkunden der Vicomté des Béarn),
- Gose (13. Jahrhundert, fors de Béarn, Manuskript aus dem 14. Jahrhundert),
- Guoze (1385, Volkszählung im Béarn),
- Goosse (1487, Register der Betriebe im Béarn),
- Gouze (1750, Karte von Cassini),
- Gonze (1793, Notice Communale) und
- Gouze (1801, Bulletin des lois).[4][6][10]

### Lendresse
Lendresse war seinem Laienkloster, einem Vasall des Vicomtes von Béarn, und der Gerichtsbarkeit seines Grundherrn unterstellt. Das Dorf lag direkt auf einem der Jakobswege nach Santiago de Compostela. Im Mittelalter gab es bei Niedrigwasser des Gave eine Furt für Pilger und Bauern und bei Hochwasser eine Fähre, um den Fluss zu überqueren. Auf der linken Seite des Gave stand ein Kloster mit einer Kapelle für die Aufnahme der Pilger zur Verfügung. In Lendresse konnten sie überdies ihr Geld an sicherer Stelle deponieren, um es beim Rückweg wieder abzuholen, weil in dieser Zeit Pilger nicht selten auf ihrem Weg nach Santiago ausgeraubt wurden.
Toponyme und Erwähnungen von Lendresse waren:
- Landresse (11. Jahrhundert, laut Pierre de Marcas Buch Histoire de Béarn, S. 399),
- Landressa (1194, Kopialbuch des Klosters Sauvelade),
- Lendressa (1235, Manuskriptsammlung des 16. bis 18. Jahrhunderts) und
- Lendresse (1750, 1793 und 1801, Karte von Cassini, Notice Communale bzw. Bulletin des lois).[4][6][12]

### Einwohnerentwicklung
Bis zur Vereinigung mit den drei anderen Gemeinden kam es in der Mitte des 19. Jahrhunderts zu Höchstständen der Einwohnerzahl von Mont von rund 480. Diese fiel bis zu den 1950er Jahren bis auf 250, bevor ein Wachstum von Mont einsetzte. Mit der Fusion im Jahre 1972 stieg die Einwohnerzahl abrupt auf über 700, und die neue Gemeinde Mont verzeichnet bis heute ein signifikantes Wachstum.
| Jahr      | 1962 | 1968 | 1975 | 1982 | 1990 | 1999 | 2006 | 2009  | 2022  |
| --------- | ---- | ---- | ---- | ---- | ---- | ---- | ---- | ----- | ----- |
| Einwohner | 267  | 285  | 729  | 728  | 818  | 845  | 964  | 1.016 | 1.136 |

## Städtepartnerschaften
Mont unterhält eine Städtepartnerschaft seit 1983 mit:
- Geiselhöring in Bayern.[15]

## Sehenswürdigkeiten

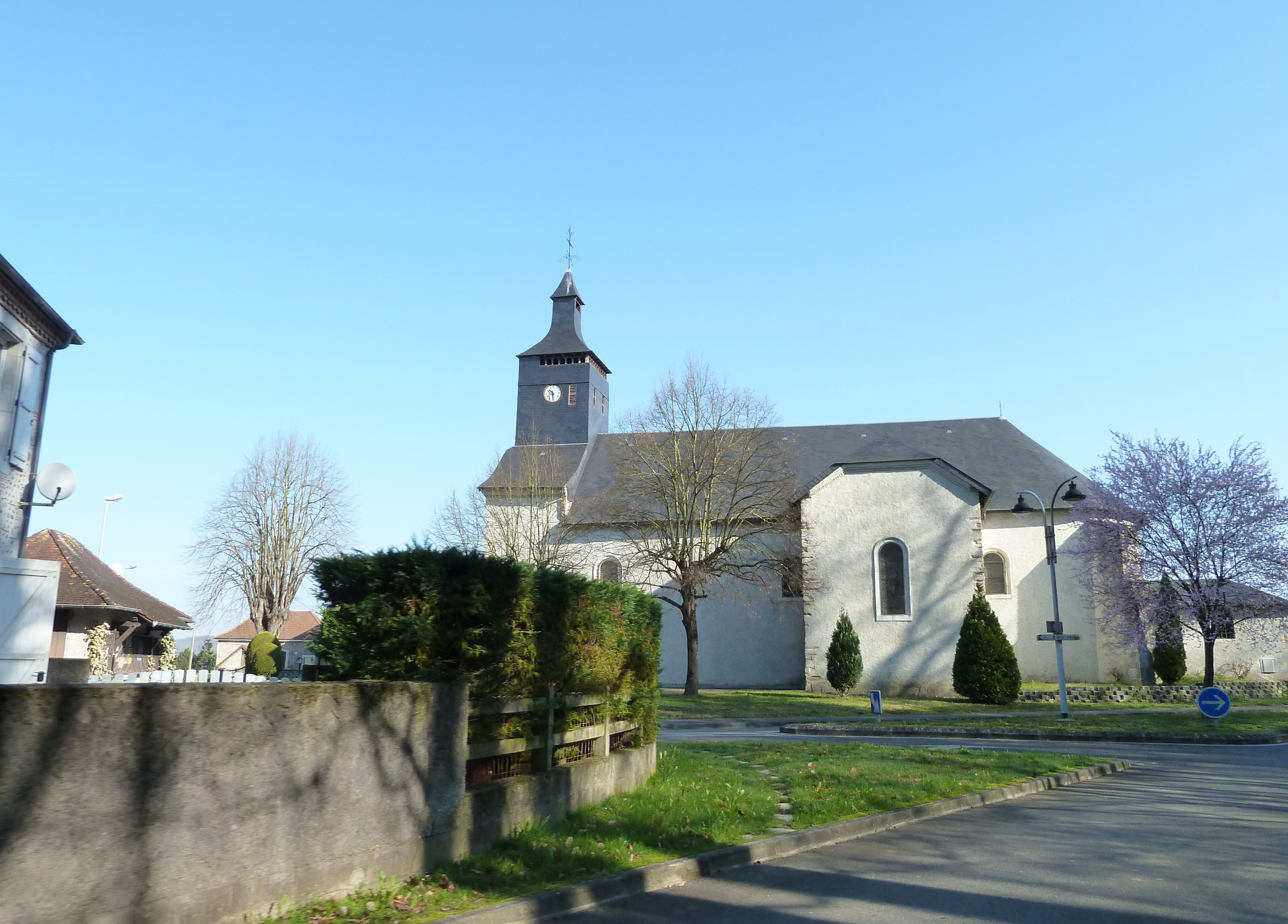
Pfarrkirche Saint-Pierre in Mont

### Pfarrkirche von Mont
Die Petrus geweihte Kirche ist 1834 errichtet worden als Ersatz für die frühere Pfarrkirche, die an anderer Stelle gestanden hatte und nach dem Bauabschluss abgerissen wurde. Eine entsprechende Jahreszahl über dem Haupteingang bestätigt diese Datierung. Ein Narthex, eine eingeschossige Vorhalle, die mit einem schmiedeeisernen Gitter abgeschlossen wird, befindet sich unter dem vollständig mit Schiefer gedecktem Glockenturm. Auf diesem ist eine Haube mit einem Dachreiter aufgesetzt, an dessen Spitze ein mit Arabesken verziertes, schmiedeeisernes Kreuz emporragt. Der Glockenturm ist außerdem von einer kleinen Galerie umsäumt. Der Chor im Inneren ist im Stil der Neuromanik dekoriert. Das einschiffige Langhaus wird durch eine südliche Seitenkapelle ergänzt. Das Weihwasserbecken stammt aus dem 16. Jahrhundert.

### Pfarrkirche von Arance
Mehrere aufeinanderfolgende Restaurierungen der dem Apostel Bartholomäus geweihten Pfarrkirche von Arance ergaben einige Vergrößerungen. Im 19. Jahrhundert wurde der Glockenturm und ein nördliches Seitenschiff hinzugefügt und die Fenster sind restauriert worden. Die Glasfenster sind Werke des Glasmalers Montaut aus Pau. Das Langhaus besitzt ein falsches Tonnengewölbe, der Chor eine Täfelung als Decke. Das Seitenschiff ist vom Hauptschiff durch eine Reihe schmaler Pfeiler abgetrennt. Der Seitenaltar ist aus mehrfarbigen Holz gearbeitet, sein Retabel aus dem 17. Jahrhundert ist aus vergoldetem Holz und stellt Engel und biblische Szenen dar. Eine Besonderheit des Friedhofs, der die Pfarrkirche umsäumt, ist der südwestliche Bereich, der für Grabstätten von Verstorbenen protestantischer Konfession vorbehalten ist. Ein kleiner eingefriedeter Bereich in der nordöstlichen Ecke ist die Ruhestätte der Familie Forcade, der letzten Grundherrn von Arance.

### Pfarrkirche von Gouze
Die St. Peter ad Vincula gewidmete Pfarrkirche von Gouze datiert ist aus dem Ende des 19. Jahrhunderts und ist ein Neubau eines früheren Gotteshauses. Die kleine Kirche besitzt einen schmalen Glockenturm und ein einschiffiges Langhaus. Das Innere ist im sachlichen Stil gehalten. Die Bemalung des Halbkuppengewölbes des Chors wurde 1913 durch den Maler Joseph Castaing aus Pau geschaffen.

### Pfarrkirche von Lendresse
Die Martin von Tours geweihte Pfarrkirche von Lendresse wurde im 19. Jahrhundert errichtet und zeichnet sich insbesondere durch ihre Schlichtheit aus. Ihr Glockenturm besitzt einen Helm mit einem Pyramidendach. Der seitliche Eingang führt auch auf den Friedhof, der in derselben Zeit wie die Kirche angelegt wurde. Das Licht fällt nur durch schmale Fenster auf einer Seite in das einschiffige Langhaus. 1889 wurden vier Glasfenster mit Darstellungen von religiösen Personen eingesetzt, davon zwei des Glasmalers Auguste Montaut aus Oloron und zwei des Glasmalers Louis Gesta aus Toulouse. Der Altar ist durch ein Antependium aus vergoldetem Leder und einem Retabel aus dem 18. Jahrhundert verschönert. Das Antependium ist in fünf Felder unterteilt. Das mittlere zeigt eine Madonna mit Jesuskind, die vier anderen illustrieren Blattwerk und Blumen, wie z. B. Tulpen und Nelken, in Vasen mit Godronierung. Diese mehrfarbigen Motive sind als Relief vor einem goldfarbenen Hintergrund gearbeitet worden.

### Ehemaliges Kloster von Muret
Die geografische Lage auf einer Anhöhe am linken Ufer des Gave veranlasste die Gründung eines Klosters um 1059. Die zugehörige Kapelle ist das erste romanische Gotteshaus im Béarn, das der heiligen Jungfrau Maria geweiht wurde. Die Vicomtes von Béarn ließen im 15. Jahrhundert auf dem Gipfel Befestigungen anlegen, deren Reste heute noch sichtbar sind. Die dort ansässigen Mönche gehörten wie bei den meisten Klöstern auf dem Jakobsweg zum Zisterzienserorden. Das Kloster hielt seinen Betrieb bis zu den Hugenottenkriegen aufrecht, bis es durch Jeanne d’Albret, Königin von Navarra, konfisziert wurde. In der Folge wurde es in der Zeit Ludwigs XIV. schließlich verkauft. Am Ende des 19. Jahrhunderts wurde die Erinnerung an das ehemalige Kloster und dessen Kapelle dank der Besitzer wiederbelebt, die an der Stelle eine neue Kapelle im neobyzantinischen Stil erbauen ließen.

### Schloss von Lestapis
Das auffälligste Merkmal des in Mont gelegenen Schlosses aus dem 19. Jahrhundert sind die Verzahnungen an Mauerecken und Umrahmungen von Fenstern und Türen, die durch den Wechsel von Ziegelsteinen und weißen Steinen gebildet werden. Fenster und Lukarne sind mit verzierten Giebeln versehen, die Dachflächen durch mehrere Okuli unterbrochen. Bis zum Jahre 2000 war es ein Gästehaus der Firma Elf Aquitaine und stand seitdem leer. Ein Brand zerstörte das Anwesen in der Nacht zum 3. Mai 2017.

### Schloss von Lesparda
Es liegt etwas abgelegen südlich von Gouze. Die Fassaden der beiden im Winkel angeordneten Flügel sind unregelmäßig angeordnet und zeigen zwei oder drei Stockwerke. Dachgauben sorgen für Licht und Belüftung der Dachgeschosse. Der Eingang, mit Verzahnungen umrahmt, stammt vermutlich aus dem 17. Jahrhundert. Die Familie Lesparda, die dem Schloss ihren Namen gaben, wurden zu Beginn des 18. Jahrhunderts in den Aufzeichnungen erwähnt. Das Schloss befindet sich heute im Besitz der Gemeinde.

### Schlossruine in Mont
Die Reste eines Schlosses aus dem 17. Jahrhundert, das im Jahre 1947 zerstört wurde, lassen auf ein früheres Anwesen schließen, das nach der für das Béarn typischen Bauart errichtet worden war. Die Wände aus Kieselsteinen und Werksteinen tragen noch heute hohe und stark geneigte Dachflächen. Das Hauptgebäude und alle für den Betrieb des Anwesens notwendigen Nebengebäude gruppieren sich um einen abgeschlossenen Innenhof. Das Schloss befindet sich auf dem Gelände einer früheren Siedlung, deren Burg im 15. oder 16. Jahrhundert niedergerissen worden war und durch diesen Feudalsitz ersetzt wurde.

### Rathaus von Mont
Es handelt sich um ein Gebäude aus dem 19. Jahrhundert, bei dem Kamine und Raumgestaltung aus dieser Zeit noch erhalten sind. Im Erdgeschoss öffnet es sich mit einem eleganten Portikus, der eine überdachte Galerie auf der Höhe der ersten Etage über runde Säulen trägt.

### Haus Facho
Es wurde 1837 errichtet, wie die Jahreszahl auf einem Hausgiebel belegt und war ein Kloster der Töchter vom heiligen Kreuz, die dort über ein Jahrhundert lang eine Mädchenschule leiteten. Die Anlage besteht aus einem eingeschossigen Hauptgebäude, das senkrecht zur Straße gebaut wurde, und einem weiteren, flacheren Gebäude, das im rechten Winkel zum Hauptgebäude steht. Sein Dachreiter zeigt an, dass dies als Schulgebäude diente. Der kleine Hof wird außer dem Gebäude von einer Hecke und einem Drahtzaum umschlossen.

### Wachtturm in Gouze
Er erinnert an die Lage des Dorfes im Verteidigungssystem des Béarn im Mittelalter. Die Restaurierung im 20. Jahrhundert lässt die traditionelle Bauweise erkennen mit dem üblichen Einsatz von Kieselsteinen und der weniger auftretenden Verwendung von Ziegelsteinen. Dies spiegelt das lange Bestehen des Turms oder aber einen äußeren Einfluss wider.

### Ehemalige Burg Motte
Der Erdhügel, auf dem die mittelalterliche Burg des Grundherrn von Mont stand, ist noch heute sehr gut zu erkennen. Im 17. Jahrhundert verschwand die einfache Burg und machte Platz für ein neues Gebäude, das Château Blanc nach dem Namen seines letzten Besitzes genannt wurde. Das Schloss wiederum verschwand im 19. Jahrhundert.

## Wirtschaft und Infrastruktur

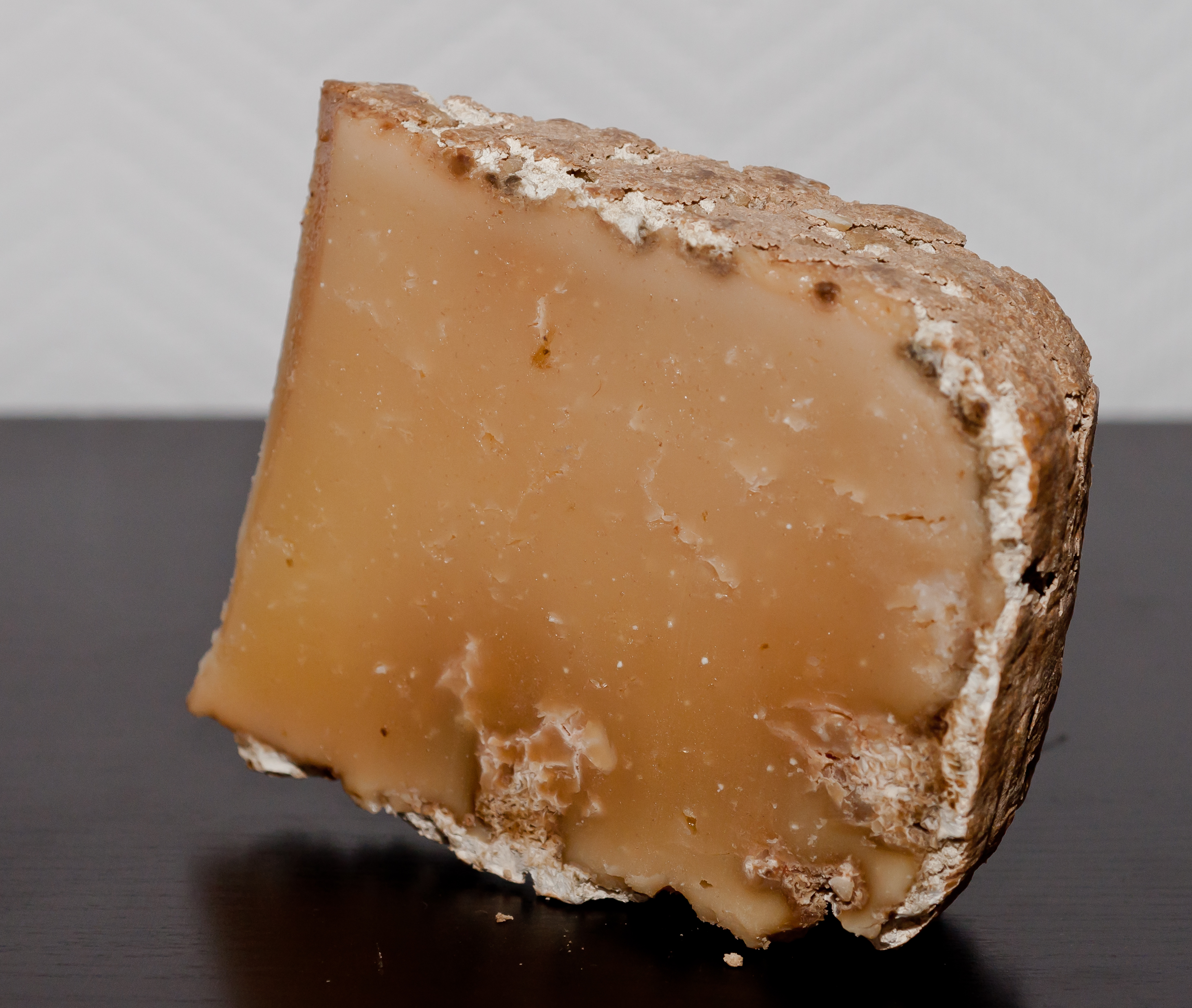
Ossau-Iraty très affiné

Mont liegt in der Zone AOC des Ossau-Iraty, eines traditionell hergestellten Schnittkäses aus Schafmilch. Industriebetriebe u. a. der Chemie, Getränkeverpackung und Elektromechanik haben sich in Mont angesiedelt. Der größte Arbeitgeber auf dem Gemeindegebiet ist das Chemiewerk der Firma Arkema mit 251 Angestellten (2016).

### Bildung

Logo des Jakobswegs

- Mont verfügt über eine öffentliche Vor- und Grundschule mit 125 Schülerinnen und Schülern im Schuljahr 2017/2018.[38]

- Die Maison Familiale Rurale (M.F.R.) in Mont ist eine Lehreinrichtung für die duale Ausbildung u. a. in den Themen Landwirtschaft, Alten- und Krankenpflege.

### Sport und Freizeit
- Der Fernwanderweg GR 65 von Genf nach Roncesvalles führt über ein kurzes Stück über das Gemeindegebiet auf dem linken Ufer des Gave. Er folgt der Via Podiensis, einem der vier historischen Jakobswege.[39]

- Ein Lehrpfad führt vom Zentrum von Lendresse über eine Länge von 2,3 km und einem Höhenunterschied von 15 m am Gave entlang. 16 Informationstafeln geben auf diesem Weg Orientierung über Vergangenheit und Gegenwart der Gemeinde.[40]

### Verkehr
- Mont wird durchquert von den Routes départementales 31, 275 und 817 (ehemalige Route nationale 117) und ist über eine Linie des Busnetzes Transports 64 über Orthez und Pau mit anderen Gemeinden des Départements verbunden.

- Die Autoroute A64, genannt La Pyrénéenne, durchquert ebenfalls das Gemeindegebiet, allerdings ohne direkte Ausfahrt zum Ort.

- Die Bahnstrecke Toulouse–Bayonne führt ohne Halt durch den Ort.

## Persönlichkeiten
Antoine de Thomassin de Peynier, geboren am 27. September 1731 in Aix-en-Provence, gestorben am 11. Oktober 1809 in Arance, war französischer Marineoffizier und Kolonialbeamter. Er wirkte u. a. im Amerikanischen Unabhängigkeitskrieg mit und war vom 26. Juli 1789 bis Ende 1790 Gouverneur der Kolonie Saint-Domingue auf dem Gebiet des heutigen Haiti.